# Hans-Peter Mißmahl
Hans-Peter Mißmahl (auch Missmahl; * 16. Mai 1920 in Riedlingen; † 28. Januar 2008) war ein deutscher Internist. Er gilt als Wegbereiter der klinischen und pathologischen Amyloidforschung.

## Leben
Der Sohn des Chirurgen Willy Mißmahl und der Zahnärztin Maria Mißmahl legte in Hinterzarten das Abitur ab. Im Anschluss daran studierte er in München und Tübingen Medizin. In Tübingen schloss er sich der Kameradschaft Ostland an, die heimlicherweise das korporative Erbe der Landsmannschaft Schottland pflegte. 1950 wurde er bei Erich Letterer zum Dr. med. promoviert. So dann erhielt er am Universitätsklinikum Tübingen eine breite internistische Weiterbildung. Er befasste sich früh mit Endoskopie und nutze vor anderen die Biopsie innerer Organe für die Diagnostik. 1958 habilitierte sich Hans-Peter Mißmahl in Tübingen. Im selben Jahr führte er dort die Dialyse ein, nachdem er sich bei Nils Alwall an der Universität Lund mit dieser Methode vertraut gemacht hatte.
1961 wurde er als erster deutscher Kliniker nach Israel eingeladen, um drei Monate am "Sheba Medical Center" in Ramat Gan zu arbeiten. 1963 wurde Mißmahl in Tübingen zum Extraordinarius berufen. Seit 1969 war er Chefarzt des Marienkrankenhauses Hamburg.

## Schriften
- Fluoreszenzmikroskopische Untersuchungen an durch Antikörperbildung erzeugten Serumeiweisspräcipitaten im Vergleich zu Amyloideiweiss. Dissertationsschrift, Tübingen 1950.
- Nachweis gerichtet eingelagerter Lipoide in die reticuläre Faser und neue Untersuchungen über das Verhalten der reticulären Fasern im Krankheitsgeschehen, insbesondere bei der Amyloidose. Habilitationsschrift, Tübingen 1958.